# لاتکوئر ۲۹۰
لاتکوئر ۲۹۰ (به انگلیسی: Latécoère_290) یک هواگرد ملخ‌پیشین تک‌موتوره از نوع اژدرافکن آب‌نشین ساخت شرکت گروه لاتکوئر است. هواگرد لاتکوئر ۲۹۰ نخستین پروازش را در ۳ اکتبر ۱۹۳۱ میلادی انجام داد. در مجموع، تعداد ۳۵ فروند از این هواگرد ساخته شده‌است.